# Biserica reformată din Saciova
Biserica reformată din Saciova este un monument istoric aflat pe teritoriul satului Saciova, comuna Reci. În Repertoriul Arheologic Național, monumentul apare cu codul 64817.06.